# Foreste umide tropicali delle isole Maldive-Laccadive-Chagos
Le foreste umide tropicali delle isole Maldive-Laccadive-Chagos sono un'ecoregione dell'ecozona indomalese, definita dal WWF (codice ecoregione: IM0125).

## Territorio
I tre arcipelaghi, la cui ecoregione occupa una superficie di circa 300 chilometri quadrati, costituiscono il più grande sistema di atolli coralligeni del mondo. Le Laccadive sono il gruppo di isole più vicine al continente asiatico, trovandosi a poco più di 300 chilometri dal litorale dell'India meridionale. La superficie delle 36 isole più estese delle Laccadive è di 32 chilometri quadrati. Alcune di queste sono poco più che banchi di sabbia dispersi nel mare e soltanto dieci sono abitate. Le Maldive, a sud delle Laccadive, formano il più esteso arcipelago dell'Oceano Indiano. Ci sono circa 1190 isole; l'approssimazione è d'obbligo in quanto il numero oscilla in funzione del cambiamento del livello del mare e del clima. La superficie complessiva occupata dalle Maldive è di 298 chilometri quadrati. Circa 500 chilometri a sud delle Maldive, si trovano le isole disabitate di Chagos e l'isola di Diego Garcia che è usata come base dai militari degli Stati Uniti. Le 50 isole dell'arcipelago coprono un'area totale di 60 chilometri quadrati.
Questo gruppo si è formato nel corso di milioni di anni per azione vulcanica e coralligena sulla cresta della dorsale sottomarina chiamata Chagos-Laccadive. L'arcipelago delle Chagos ha la più grande distesa di barriere coralline dell'Oceano Indiano. In aggiunta ai suoi cinque atolli, che sono considerati i più grandi del mondo, ci sono due aree coralligene rialzate e numerosi grandi reef sommersi. Molte isole raggiungono soltanto i 5 metri di altezza sopra il livello del mare; alcune hanno piccoli laghi e riserve d'acqua piovana, ma nell'insieme l'acqua dolce qui rappresenta un problema e limita le possibilità di vita. La pioggia annuale varia dai 1600 millimetri nelle Laccadive, ai 3800 millimetri nelle Maldive.

## Flora
Pensare alla natura di queste isole significa pensare alla vita multicolore delle barriere coralline: poca attenzione è rivolta alla biodiversità della vita sulla terraferma. Dove c'è terreno sufficiente esplode, in tutta la sua spettacolarità, la foresta pluviale che lascia il posto a cespugli resistenti alla siccità lì dove il terreno è povero di nutrienti. Sulle Laccadive permangono arbusteti dominati da Scaevola e Argusia. Sulle isole Chagos, ancora indisturbate, si alternano boschi di Ficus, Morinda, Terminalia, Casuarina, noci di cocco, cespugli di Scaevola e paludi salmastre. Le originarie foreste di mangrovia (Bruguiera parviflora) permangono relativamente intatte sull'isola di Minicoy (4800 metri quadrati di superficie).
Questa ecoregione non presenta endemismi vegetali significativi. Le piante sono infatti di tipo pantropicale o cosmopolita e sono originarie dello Sri Lanka (44 per cento), del continente africano e della Malaysia (25 per cento).

## Fauna
Gli animali terrestri faticano ad abitare queste terre: per la maggior parte si tratta di specie ampiamente distribuite negli altri atolli dell'Indo-Pacifico. Gli unici mammiferi sono due pipistrelli frugivori: la volpe volante indiana (Pteropus giganteus ariel) e la volpe volante variabile (Pteropus hypomelanus maris), entrambi a rischio.
Le isole sono particolarmente importanti per la riproduzione degli uccelli, tra cui la sgarza indiana (Ardeola grayii), la sterna bianca (Gygis alba), le fregate (Fregata ariel iredalei), le sterne (Onychoprion anaethetus, Sterna sumatrana, Thalasseus bergii). Un'importante colonia di sule piedirossi (Sula sula) vive sulle Chagos.
Sugli atolli sono presenti due gechi (Hemidactylus spp.), due agamidi (tra cui Calotes versicolor), due serpenti (Lycodon aulicus e Indotyphlops braminus), lo scincide serpente (Lygosoma albopunctata) e, tra gli anfibi, una piccola rana (Sphaerotheca breviceps) e un grosso rospo (Duttaphrynus melanostictus). Sono segnalati anche molti invertebrati, tra cui due farfalle endemiche (Hypolimnas bolina euphonoides e Junonia villida chagoensis).

## Conservazione

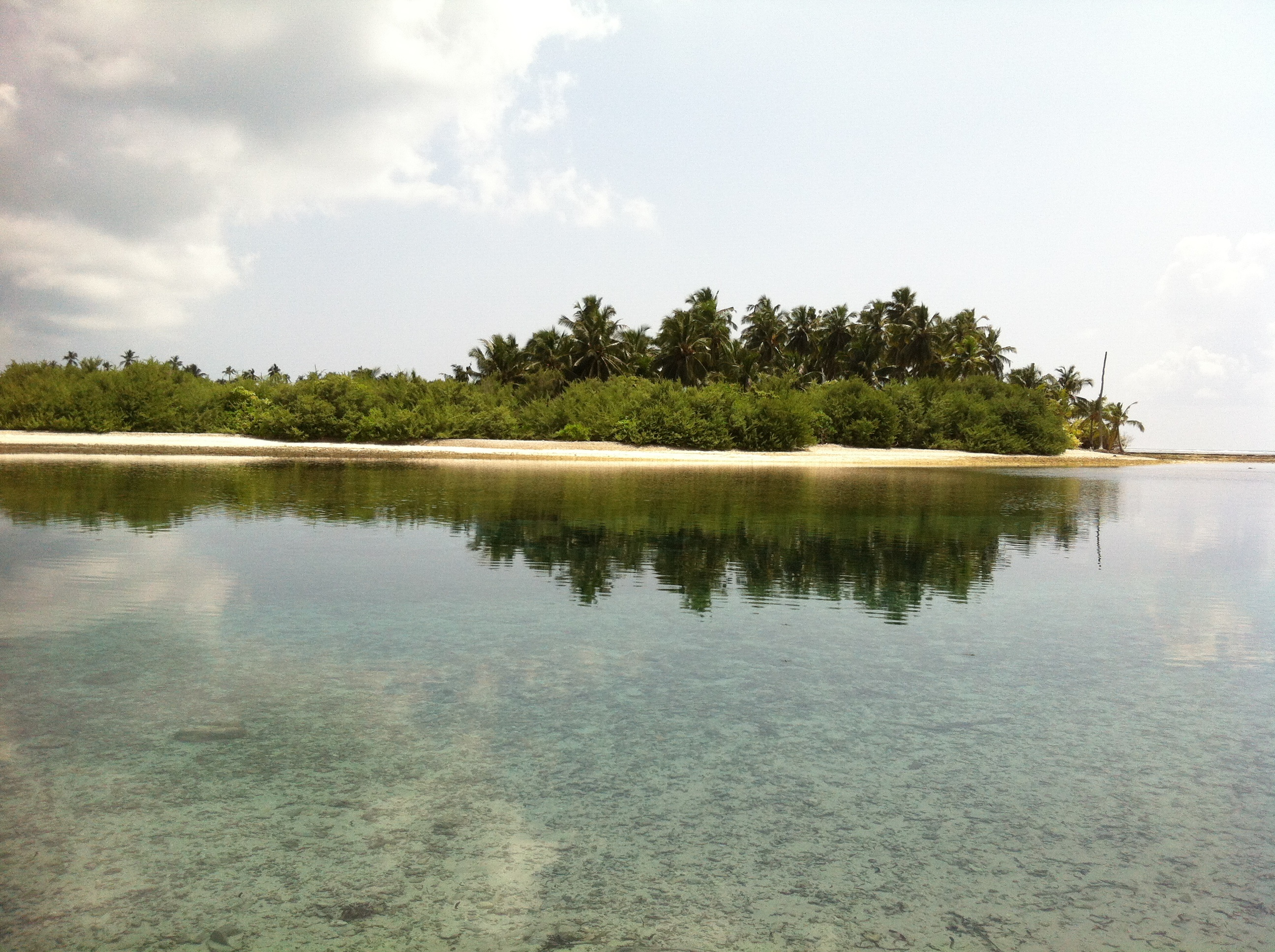
Atollo nei pressi di Rathafandoo

La maggior parte della vegetazione originaria è stata eliminata già nel XIX secolo e sostituita dalle piantagioni di banano, noce di cocco, patate dolci, mango, anguria, agrumi e ananas. L'introduzione di animali domestici quali il gatto, il pollo, la capra, il coniglio, il topolino delle case e l'asino, ha provocato una riduzione drastica della fauna originaria. La raccolta di uccelli e di uova, praticata per scopi alimentari dagli abitanti delle isole, benché sia illegale, continua in modo piuttosto intenso. A ciò si aggiunge la caccia ininterrotta nei confronti dei due pipistrelli frugivori endemici dell'ecoregione, poiché gli agricoltori sono convinti che danneggino le coltivazioni di mandorle e mango.
Oltre a quelle già citate, le minacce che incombono sulla biodiversità insulare sono l'inquinamento delle fabbriche, l'aumento del traffico marittimo con il rischio di perdita di carburante in mare, lo svuotamento delle riserve d'acqua dolce, lo smaltimento inadeguato dei rifiuti, l'uso smodato di pompe per l'attingimento dell'acqua e di fertilizzanti per l'agricoltura. Le uniche zone protette sono alcuni atolli delle isole Chagos, diventati tali dopo l'allestimento della base militare di Diego Garcia.
Un altro grave problema è lo sviluppo incontrollato dell'industria del turismo, vietato solo nelle poche isole protette, che porta a radere al suolo la vegetazione naturale su tutte le altre per renderle «più attraenti». In molte isole viene inoltre bruciato il detrito organico con gravi ripercussioni sull'atmosfera.
La pesca eccessiva sta producendo effetti negativi sulla salute delle barriere coralline così come sulla biodiversità insulare. Cambiamenti nello stile di vita degli abitanti, come ad esempio la produzione di rifiuti di plastica e di alluminio, si sono trasformati in un problema ambientale di difficile risoluzione, a causa degli elevati costi che comporta. A ciò si aggiunge il fenomeno dei cambiamenti climatici che agisce sia sull'innalzamento del livello degli oceani, che sulla loro temperatura. Nel 1998 in alcune zone delle Maldive i coralli si sono sbiancati in pochi mesi, con tassi di mortalità pari al 90 per cento.
Molti dei progetti di questa zona riguardano quindi il mare e il suo carico di vita. Uno di questi, promosso dal WWF Global Marine Programme, si pone come obiettivo il prelievo sostenibile di tutti gli stock di pesce nell'arco di una generazione. Il WWF sta inoltre lavorando per creare una rete di aree marine protette ben gestite ed ecologicamente rappresentative che coprano una superficie di almeno il 10 per cento degli oceani del mondo, comprese le acque profonde.